# Max Planck Kémiai Intézet
A Max Planck Kémiai Intézet elődjét, a Vilmos Császár Kémiai Intézetet (Kaiser-Wilhelm-Institut für Chemie) 1910. október 11-én alapította a korabeli Vilmos Császár Társaság. Ez volt a Társaság egyik első kutatóintézete, — a másik a Vilmos Császár Fizikai Intézet volt.
Az első intézeteket az akkor még Berlintől délnyugatra található Dahlemben helyezték el; ez ma már a főváros egyik előkelő negyede. A fizikai és a kémiai intézet egymástól fél háztömbnyire állt a városka Faradayweg névre keresztelt utcácskájában.

## Története
Az első két intézetet 1912. október 23-án nyitotta meg maga II. Vilmos császár; a számuk 1914 végéig hétre nőtt. Az ünnepélyes avatón részt vett mások mellett Adolf von Harnack teológus és egyháztörténész, a császár iskoláskori barátja, a társaság első elnöke. A megnyitón Otto Hahn egy mintegy 300 g rádiumot tartalmazó kristálycsoportot adott az uralkodó kezébe annak bemutatására, hogy milyen szórakoztató ábrákat lehet vele megjeleníteni egy képernyőn — azidőtájt még fogalmuk se volt a sugárzás káros hatásairól. Avató beszédében a császár elsősorban arról beszélt, milyen komoly problémákat okoz Németországnak a szénbányákban összegyűlő sújtólég. Sürgette a vegyészeket, hogy találjanak megoldást a probléma kezelésére.
Alapító igazgatója (az alapítástól a tényleges átadásig; 1911–1912) Ernst Beckmann volt; később ő a szervetlen kémiai és fizikai kémiai osztályt vezette.
Későbbi igazgatók:
- Richard Willstätter (1912–1916),
- Otto Hahn (1928–1946).

Mindazt, amit a világháborús romok alól sikerült kimenteni, Tailfingen (1975-től Albstadt városrésze) textilgyárában helyezték el; az intézet átmenetileg ott folytatta működését. 1948. február 26-án Mainzba, a Johannes Gutenberg Egyetem épületegyüttesébe költöztették. Ettől fogva jogutódja a Max Planck Kémiai Intézet (Max-Planck-Institut für Chemie; más néven: Otto Hahn Institut).

## Az épület

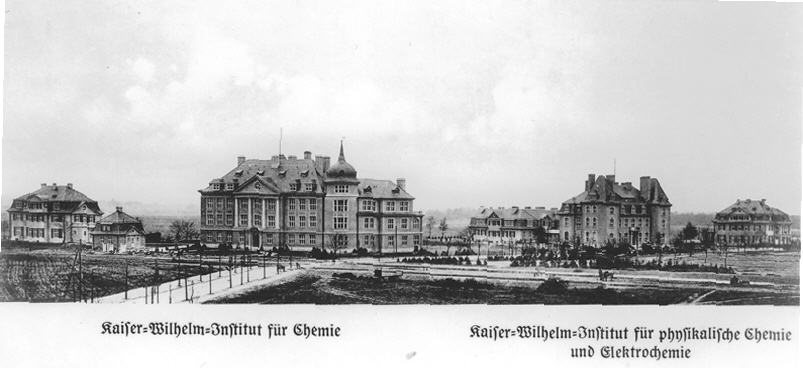
Az egykori Vilmos Császár Kémiai Intézet és a Vilmos Császár Fizikai Kémiai és Elektrokémiai Intézet a Thielalle felől. A két épület közötti mellékutca a Faradayweg. Baloldalt Ernst Beckmann, jobboldalt Fritz Haber villája

A tudományos negyedet — így a kémiai intézetet is — Ernst von Ihne császári főépítész tervezte. A kémiai intézet a negyed főutcája — a Thielalle — és a Faradayweg sarkán állt; átellenben, a Faradayweg másik oldalán a nem sokkal később elkészült Vilmos Császár Fizikai Kémiai és Elektrokémiai Intézet (Kaiser-Wilhelm-Institut für physikalische Chemie und Elektrochemie) emelkedett.
A széles gyepsávval kerített, kétemeletes, meredek palatetejű épület a Faradayweg és a Thielalle sarkán állt — az efelé a keresztutca felé néző szárny tompaszögben csatlakozott a főépülethez. Kőfalait hatalmas, hatosztatú ablakok törték át; a bejárat fölötti timpanont négy dór oszlop támasztotta alá. A két épületszárny csatlakozásánál kupolás torony emelkedett három emelet magasba; a császár tetszését elsősorban ez az építészeti megoldás váltotta ki. A második világháborúban a bombatámadások lerombolták.

## Az intézet híres kutatói
- Richard Willstätter (1912–1916),
- Otto Hahn (1912–1945),
- Fritz Strassmann (Hahn asszisztense, 1935–1945),
- Lise Meitner (1912–1938),
- Polányi Mihály (1923–1933, osztályvezető)

## Fordítás
- Ez a szócikk részben vagy egészben  a   Max Planck Institute for Chemistry című angol Wikipédia-szócikk ezen változatának fordításán alapul.  Az eredeti cikk szerkesztőit annak laptörténete sorolja fel. Ez a jelzés csupán a megfogalmazás eredetét és a szerzői jogokat jelzi, nem szolgál a cikkben szereplő információk forrásmegjelöléseként.